# Aunac
Aunac is een plaats en voormalige gemeente in het Franse departement Charente in  de regio Nouvelle-Aquitaine en telt 297 inwoners (1999). De plaats maakt deel uit van het arrondissement Confolens.

## Geschiedenis
Aunac is op 1 januari 2017 gefuseerd met de gemeenten Bayers en Chenommet tot de gemeente Aunac-sur-Charente, waarvan Aunac de hoofdplaats werd. De voormalige gemeente kreeg aanvankelijk de status van commune déléguée tot deze op 1 januari 2025 werd opgeheven.

## Geografie
De oppervlakte van Aunac bedraagt 4,8 km², de bevolkingsdichtheid is 61,9 inwoners per km².
De onderstaande kaart toont de ligging van Aunac met de belangrijkste infrastructuur en aangrenzende gemeenten.

## Demografie
Onderstaande figuur toont het verloop van het inwonertal.
Vanwege een beveiligingsprobleem met de MediaWiki Graph-software is het momenteel niet mogelijk deze grafiek weer te geven. Zodra de software is bijgewerkt zal de grafiek vanzelf weer zichtbaar worden.
Aunac · Bayers · Chenommet · Moutonneau